# Stefanie-Lahya Aukongo
Stefanie-Lahya Aukongo (geb. 13. September 1978 in Ost-Berlin) ist eine namibisch-deutsche Künstlerin und Schriftstellerin.

## Leben
Aukongos Mutter erlitt während ihrer Schwangerschaft schwerwiegende Verletzungen im Namibischen Befreiungskampf, was bei ihr selbst zu dauerhaften körperlichen Behinderungen geführt hat. Kurz nach ihrer Geburt wurden sie und ihre Mutter nach Namibia abgeschoben, doch ihre deutschen Pflegeeltern, Waltraud und Rudolf Schmieder, setzten sich erfolgreich für ihre Rückkehr ein (vgl. DDR-Kinder von Namibia). Aukongo wuchs in der DDR auf und erlebte die Deutsche Wiedervereinigung als 11-Jährige. Sie erhielt im Jahr 1995 die deutsche Staatsbürgerschaft. Aukongo sah sich im Laufe ihres Lebens immer wieder mit rassistisch motivierten Angriffen und beruflichen Schwierigkeiten konfrontiert. Ihre Erfahrungen fanden Eingang in ihre autobiografische Arbeit, durch die sie sich eine Existenz als Schriftstellerin in Berlin aufbauen konnte.

## Wirken
Aukongo ist eine intersektionale und interdisziplinäre Künstlerin, die sich in ihren Arbeiten mit Themen wie Rassismus, Kolonialgeschichte und gesellschaftlicher Ausgrenzung auseinandersetzt. In ihren Werken, darunter den Gedichtbänden Buchstabengefühle und Kalungas Kind, thematisiert sie persönliche und kollektive Traumata, ihre Arbeit dient ihr als Mittel der Heilung und politischen Auseinandersetzung durch die transformative Kraft der Liebe.
Aukongo nutzt ihre Öffentlichkeit auch, um auf die Bedeutung einer Schwarzen Poesie hinzuweisen und arbeitet als Schreibpädagogin und Moderatorin der Berliner One World Poetry Night. Sie tritt regelmäßig bei Spoken-Word-Veranstaltungen auf und engagiert sich für die Dekolonisierung der Gesellschaft und die Förderung interkultureller Verständigung.

## Schriften
- Kalungas Kind. Wie die DDR mein Leben rettete. 2. Aufl. rororo, Berlin 2009. ISBN 978-3-499-62500-8
- Buchstabengefühle. Eine poetische Einmischung (wider_sätzen). w_orten & meer, Berlin  2018. ISBN 978-3-945644-12-6